# Cottage Lake
Cottage Lake je obec v okrese King v americkém státě Washington. V roce 2010 zde žilo 22 494 obyvatel. Zatímco jezero samotné se nachází v oblasti s poštovním směrovacím číslem 98072, domy východně od něj mají PSČ 98077. Podle důchodu na hlavu se jedná o 13. nejbohatší obec ve státě.
Z 59,5 km² rozlohy obce tvoří necelé 1 % vodní plocha. Ze 22 494 obyvatel, kteří zde žili roku 2010, tvořili 89 % běloši, 5 % Asiaté a necelé 1 % Afroameričané. 4 % obyvatelstva byla hispánského původu.
Při prezidentských volbách roku 2004 obec inklinovala ke kandidátu za Demokraty, Johnu Kerrymu. Obec se ale vyznačuje velkou politickou nesloučeností, jelikož například v její části zvané Holiday Lake získal George Bush 62 procent, což bylo skoro nejvíce v celém státě.